# Brognaturo
Brognaturo község (comune) Olaszország Calabria régiójában, Vibo Valentia megyében.

## Fekvése
A megye keleti részén fekszik, a Serre calabresi területén. Határai: Badolato, Cardinale, Guardavalle, San Sostene, Santa Caterina dello Ionio, Simbario, Spadola és Stilo.

## Története
A település alapítására vonatkozóan nincsenek pontos adatok. Első írásos említése a 16. századból származik. Korabeli épületeinek nagy része az 1783-as calabriai földrengésben elpusztult. A 19. század elején vált önálló községgé, amikor a Nápolyi Királyságban felszámolták a feudalizmust.

## Népessége
A népesség számának alakulása:

## Főbb látnivalói
- Palazzo Tiani - 17. századi nemesi palota
- Santa Maria della Consolazione-templom - a 18. században épült